# Macromitrium nubigenum
Macromitrium nubigenum là một loài rêu trong họ Orthotrichaceae. Loài này được Herzog mô tả khoa học đầu tiên năm 1916.